# Гальегос (река)
Галье́гос (исп. Río Gallegos) — река в аргентинской провинции Санта-Крус, в эстуарии которой расположена столица провинции город Рио-Гальегос. Протекает по территории департамента Гуэр-Айке. Длина реки составляет около 300 километров. Площадь водосборного бассейна — 19306 км², из которых 9554 км² приходится на территорию Аргентины.
Рио-Гальегос берёт начало в месте слияния рек Рубенс и Пенитентес, течёт в восточном направлении. Расход воды в истоке — 32,3 м³/с. Впадает в Аргентинское море (Атлантический океан), образуя эстуарий длиной 45 км и шириной 5-7 км.
Питание реки осуществляется от регулярных осадков и весеннего таяния ледников в Андах, половодье приходится на сентябрь-октябрь.
Наиболее крупные её притоки — Турбьо (лв), Рио-Чико (пр), Эль-Сурдо (пр), Гальегос-Чико (пр), Карлота (пр, пересыхающий), Мак-Айке (лв, пересыхающий).
В долине реки, а также её притоков Мак-Айке, Карлота и Гальегос-Чико прослеживается 5 террас. В правобережной части речного бассейна найдены нефтегазовые месторождения.
Климат бассейна реки — прохладный умеренный, среднегодовая температура — 6 °C. Годовое количество осадков меняется между 300 мм в низовьях и 500 мм в верхнем течении реки. В горной части флора представлена нотофагусовыми лесами, преобладающие древесные породы — ньире, ленга и нотофагус берёзовый.
Считается, что река получила своё название по имени Бласко Гальегоса, одного из лоцманов в экспедиции Фернандо Магеллана 1520 года.